# Wyspy Dziewicze Stanów Zjednoczonych na Letnich Igrzyskach Olimpijskich 1984
Wyspy Dziewicze Stanów Zjednoczonych na XXIX Letnich Igrzyskach Olimpijskich reprezentowało 29 sportowców.
Był to 4. start Wysp Dziewiczych Stanów Zjednoczonych na letnich igrzyskach olimpijskich.

## Skład kadry

### Boks
Mężczyźni
- Clifton Charleswell – waga lekkopółśrednia - 17. miejsce

### Jeździectwo
Mężczyźni
- Richard Rader – WKKW indywidualnie - nie ukończył

### Lekkoatletyka
Mężczyźni
- Neville Hodge

100 metrów - odpadł w ćwierćfinałach
200 metrów - odpadł w eliminacjach
- Ronald Russell – 100 metrów - odpadł w eliminacjach
- Marlon Williams – maraton - 75. miejsce
- Brian Morrissette – skok o tyczce - 15. miejsce

### Pływanie
- Erik Rosskopf

100 metrów st. dowolnym - 47. miejsce
200 metrów st. dowolnym - 45. miejsce
100 metrów st. grzbietowym - 37. miejsce
- Collier Woolard

100 metrów st. dowolnym - 53. miejsce
100 metrów st. grzbietowym - 41. miejsce
- Scott Newkirk

200 metrów st. dowolnym - 41. miejsce
400 metrów st. dowolnym - 32. miejsce
1500 metrów st. dowolnym - 26. miejsce
400 metrów st. zmiennym - 17. miejsce
- Harrell Woolard

100 metrów st. klasycznym - 45. miejsce
200 metrów st. klasycznym - 44. miejsce
200 metrów st. zmiennym - 40. miejsce
- Brian Farlow

100 metrów st. klasycznym - 46. miejsce
200 metrów st. klasycznym - 43. miejsce
200 metrów st. zmiennym - 35. miejsce
- Erik Rosskopf, Brian Farlow, Collier Woolard, Scott Newkirk – 4 × 100 metrów st. dowolnym - 20. miejsce
- Erik Rosskopf, Harrell Woolard, Collier Woolard, Scott Newkirk – 4 × 100 metrów st. zmiennym - 18. miejsce

Kobiety
- Shelley Cramer

100 metrów st. dowolnym - 29. miejsce
100 metrów st. motylkowym - 22. miejsce
200 metrów st. motylkowym - 24. miejsce
- Jodie Lawaetz

100 metrów st. motylkowym - 29. miejsce
200 metrów st. motylkowym - 29. miejsce

### Strzelectwo
- William Henderson – pistolet, 50 m - 44. miejsce
- Roland Scott – pistolet, 50 m - 55. miejsce
- Gary Berne – skeet - 62. miejsce

### Szermierka
Mężczyźni
- Julito Francis – floret - 55. miejsce
- James Kreglo

floret - 57. miejsce
Szabla - 32. miejsce
- James Kerr – szpada - 61. miejsce

Kobiety
- Alayna Snell – floret - 40. miejsce

### Żeglarstwo
- Ken Klein – windsurfing – 13. miejsce
- Peter Holmberg – klasa Finn – 11. miejsce
- Erik Zucker, Trace Tervo – klasa 470 – 26. miejsce
- John Foster Jr., John Foster Sr. – klasa Star - 18. miejsce
- Jean Braure, Kirk Grybowski, Marlon Singh – klasa Soling – 22. miejsce